# Урюпин, Егор Егорович
Егор Егорович Урюпин (1758, Путивль, Севская провинция, Белгородская губерния, Российская империя — после 1811 года, Харьков, Российская империя) — русский общественный деятель, купец третьей гильдии, меценат, харьковский городской голова в 1799–1805 годах.

## Биография
В Харьков приехал из Путивля в 1780 году в возрасте 22 лет. Построил состояние на продаже бумаги. Будучи городским головой, в значительной мере восстановил права мещан, присёк торговлю в Гостинном дворе лицами не относящимися к купеческому сословию, подготовил записку в Министерство внутренних дел, в которой описал ряд ключевых экономических проблем, связанных с развитием города Харькова, в частности, касающихся  распределения прибыли от винной продажи. Урюпин также известен тем, что выступил с прошением о выдворении евреев из Харькова.
Наиболее важную услугу Урюпин оказал городу своей деятельностью на пользу просвещения. Будучи главным помощником В. Н. Каразина, он собрал с купечества семьдесят тысяч рублей с целью основать Императорский Харьковский университет. За содействие в открытии университета Александр І пожаловал харьковскому голове чин коллежского асессора, дававший право на вступление в дворянское достоинство.
В 1805 году Егор Егорович Урюпин ушёл в вынужденную отставку по состоянию здоровья. Причиной послужило острое психическое расстройство, впервые проявившееся в 1803 году. Супруга Егора Урюпина, Прасковья Андреевна, неоднократно обращалась в городовой сиротский суд с тем, чтобы признать её опекунство над всем имуществом по болезни мужа. Последние сведения о его жизни относятся к 13 июня 1811 года: в донесении министру внутренних дел Российской империи харьковских губернатор И. И. Бахтин сообщает о том, что «Урюпин не находится в повреждении ума, но только в слабости». Точная дата смерти Урюпина неизвестна.